# Nuoto ai campionati europei di nuoto 2024 - Staffetta mista 4x100 metri misti
La gara della staffetta 4x100 metri misti mista dei campionati europei di nuoto 2024 si è svolta il 18 giugno 2024 presso il Centro Sportivo Milan Gale Muškatirović di Belgrado.

## Podio
| Pos.    | Nazione  | Atleta |
| ------- | -------- | --- |
| Oro     | Israele  | Anastasia Gorbenko Ron Polonsky Gal Cohen Groumi Andrea Murez Ayla Spitz Jonathan Itzhaki Ariel Hayon Alexey Glivinskiy |
| Argento | Germania | Maya Werner Melvin Imoudu Luca Armbruster Nina Jazy Noel de Geus Björn Kammann                                          |
| Bronzo  | Ungheria | Hubert Kós Eszter Békési Richárd Márton Petra Senánszky Ádám Jászó                                                      |

## Record
Prima della manifestazione il record del mondo (RM) e il record dei campionati (RC) erano i seguenti.
|  | 3'37"58 | Gran Bretagna | 31 luglio 2021 Tokyo    |
|  | 3'37"58 | Gran Bretagna | 31 luglio 2021 Tokyo    |
|  | 3'38"82 | Gran Bretagna | 20 maggio 2021 Budapest |

Durante la competizione non sono stati migliorati record.

## Programma
| Data           | Ora   | Turno    |
| -------------- | ----- | -------- |
| 18 giugno 2024 | 10:23 | Batterie |
| 18 giugno 2024 | 20:10 | Finale   |

## Risultati

### Batterie
| Pos. | Batteria | Corsia | Nazione    | Atleta | Tempo       | Note |
| ---- | -------- | ------ | ---------- | --- | ----------- | ---- |
| 1    | 2        | 2      | Polonia    | Kacper Stokowski (54"02) Jan Kałusowski (1'00"43) Paulina Peda (58"66) Zuzanna Famulok (55"79)                 | 3'48"90     | Q    |
| 2    | 2        | 3      | Grecia     | Eyaggelos Makrygiannis (53"54) Arkadios Aspougalis (1'01"54) Anna Ntountounaki (59"08) Theodōra Drakou (55"08) | 3'49"24     | Q    |
| 3    | 2        | 7      | Germania   | Maya Werner (1'03"05) Noel de Geus (59"84) Björn Kammann (51"79) Nina Jazy (55"47)                             | 3'50"15     | Q    |
| 4    | 1        | 2      | Israele    | Ayla Spitz (1'01"01) Jonathan Itzhaki (1'01"01) Ariel Hayon (59"61) Alexey Glivinskiy (48"93)                  | 3'50"56     | Q    |
| 5    | 1        | 4      | Ungheria   | Ádám Jászó (54"17) Eszter Békési (1'10"00) Richárd Márton (51"98) Petra Senánszky (54"80)                      | 3'50"95     | Q    |
| 6    | 1        | 6      | Danimarca  | Schastine Tabor (1'03"09) Jonas Gaur (1'01"98) Casper Puggaard (51"83) Signe Bro (55"37)                       | 3'52"27     | Q    |
| 7    | 1        | 7      | Svezia     | Samuel Tornqvist (56"54) Erik Persson (1'00"25) Edith Jernstedt (59"84) Hanna Bergman (55"91)                  | 3'52"54     | Q    |
| 8    | 2        | 1      | Irlanda    | Lottie Cullen (1'03"72) Eoin Corby (1'00"68) Jack Cassin (54"26) Ellie McCartney (57"45)                       | 3'56"11     | Q    |
| 9    | 2        | 5      | Serbia     | Đorđe Dragojlović (56"91) Uroš Živanović (1'02"40) Mina Kaljević (1'02"42) Katarina Milutinović (55"45)        | 3'57"18     |      |
| DNS  | 1        | 3      | Svizzera   | Non partiti | Non partiti |      |
| DNS  | 1        | 5      | Slovacchia | Non partiti | Non partiti |      |
| DNS  | 2        | 4      | Finlandia  | Non partiti | Non partiti |      |
| DNS  | 2        | 6      | Estonia    | Non partiti | Non partiti |      |

### Finale
| Pos.    | Corsia | Nazione   | Atleta                                                                                                 | Tempo        | Note |
| ------- | ------ | --------- | --- | ------------ | ---- |
| Oro     | 6      | Israele   | Anastasia Gorbenko (59"44) Ron Polonsky (59"80) Gal Cohen Groumi (51"90) Andrea Murez (54"60)          | 3'45"74      |      |
| Argento | 3      | Germania  | Maya Werner (1'02"77) Melvin Imoudu (59"09) Luca Armbruster (51"51) Nina Jazy (54"75)                  | 3'48"12      |      |
| Bronzo  | 2      | Ungheria  | Hubert Kós (53"71) Eszter Békési (1'09"05) Richárd Márton (51"75) Petra Senánszky (54"28)              | 3'48"79      |      |
| 4       | 1      | Svezia    | Samuel Tornqvist (56"42) Erik Persson (1'00"08) Sara Junevik (58"06) Hanna Bergman (55"37)             | 3'49"93      |      |
| 5       | 7      | Danimarca | Schastine Tabor (1'02"11) Jonas Gaur (1'02"37) Casper Puggaard (51"22) Signe Bro (55"29)               | 3'50"99      |      |
| 6       | 8      | Irlanda   | Lottie Cullen (1'01"78) Eoin Corby (1'00"77) Max McCusker (52"01) Ellie McCartney (56"50)              | 3'51"06      |      |
| DSQ     | 4      | Polonia   | Ksawery Masiuk (53"78) Dominika Sztandera Jakub Majerski Kornelia Fiedkiewicz                          | Squalificati |      |
| DSQ     | 5      | Grecia    | Eyaggelos Makrygiannis (52"92) Arkadios Aspougalis (1'01"31) Georgia Damasioti (57"79) Theodōra Drakou | Squalificati |      |